# Лауреат года Республики Карелия
Лауреа́т года Республики Каре́лия — форма морального поощрения граждан за заслуги перед республикой, а также за плодотворный личный вклад в научное, культурное и социально-экономическое развитие Республики Карелия и высокое профессиональное мастерство.
Звание установлено Постановлением Председателя Правительства Республики Карелия от 30 июня 1999 года № 344 «О лауреатах года Республики Карелия»
Указом Главы Республики Карелия от 23 августа 2002 года № 112 «О лауреатах года и Человеке года Республики Карелия» установлено новое положение о награде.

## Порядок присвоения звания
Признание граждан лауреатами года Республики Карелия осуществляется ежегодно, по итогам календарного года, не позднее 31 декабря.
С ходатайствами о присвоении звания могут выступать:
1. трудовые коллективы,
2. органы местного самоуправления,
3. общественные объединения,
4. органы государственной власти Республики Карелия.

Ходатайства вносятся не позднее 1 декабря.
Награждение производится за:
- заслуги и достижения в производственной деятельности,
- личный вклад в научное, культурное и социально-экономическое развитие Республики Карелия,
- успехи в общественно-политической деятельности.

Кандидатуры предварительно рассматриваются специальной комиссией.
Гражданам, включенным в состав лауреатов года, вручаются:
1. памятный диплом,
2. нагрудный знак,
3. ценный подарок.

## Нагрудный знак
Нагрудный знак лауреата года выполняется на основе элементов государственной символики Республики Карелия. Знак является многосоставным: на разомкнутый венок золотистого цвета наложен щит серебристого цвета, трижды пересечённый в равных долях цветами государственного флага Республики Карелия, с изображенным на нём профилем стоящего медведя. Обрамление щита переходит в стилизованное изображение ели с левой стороны и сосны — с правой. В навершии расположена восьмиконечная звезда (сдвоенный крест). В верхней части надпись «Карелия». В нижней части надписи «Лауреат года», цифровое обозначение года.
Знак имеет номер и приспособление для прикрепления к одежде.
Высота знака — 22 мм, ширина — 17 мм. Знак изготавливается из металлического сплава (СрМ 925 с зол. 101104).